# 新しき村

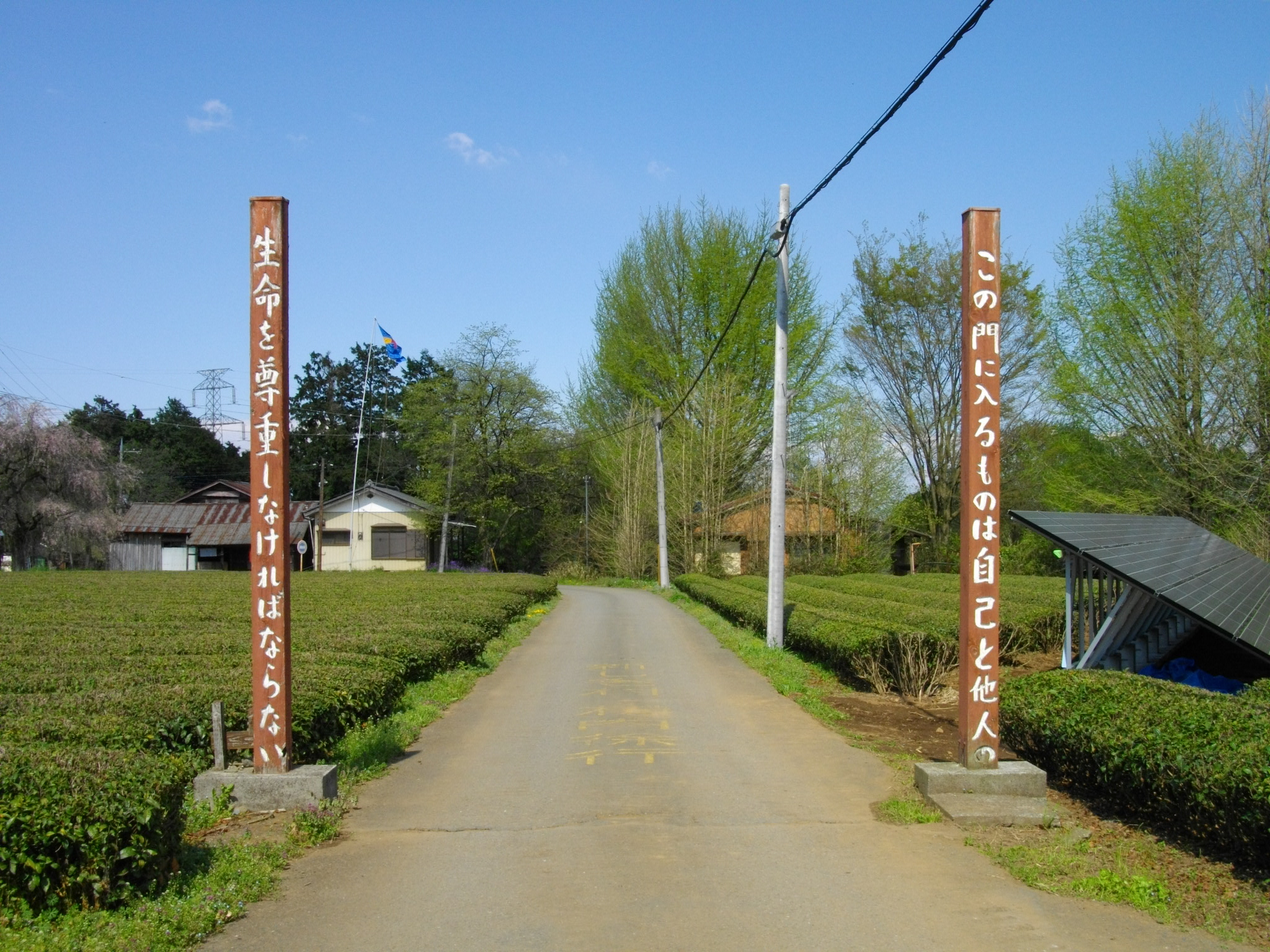
新しき村の入口

新しき村旗

一般財団法人新しき村（あたらしきむら）は、埼玉県入間郡毛呂山町（一部は同県坂戸市）および宮崎県児湯郡木城町にある村落共同体。現在は一般財団法人。作家の武者小路実篤らにより創設された。

## 歴史

1919年（大正8年）頃の新しき村

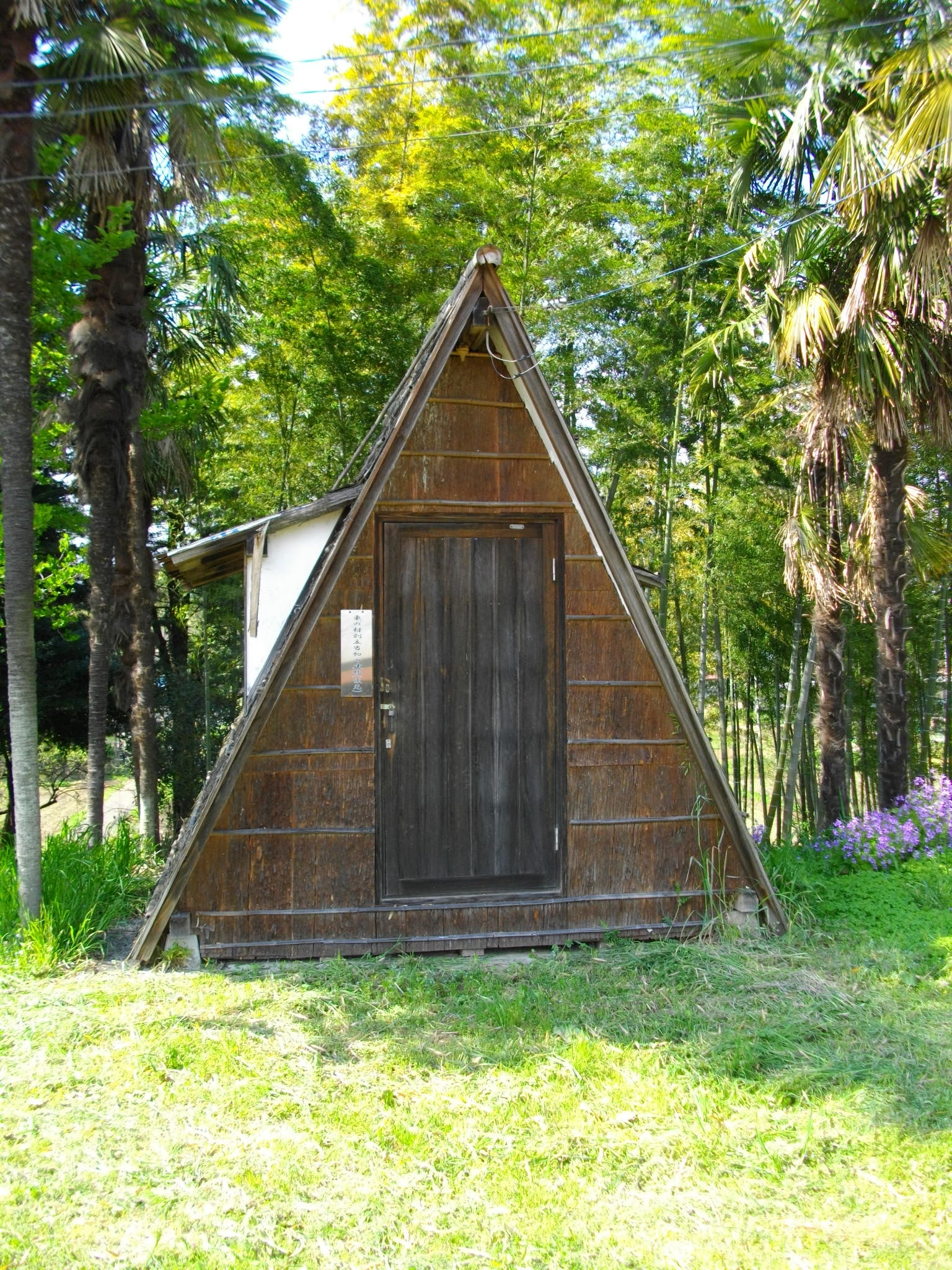
入植当初の小屋

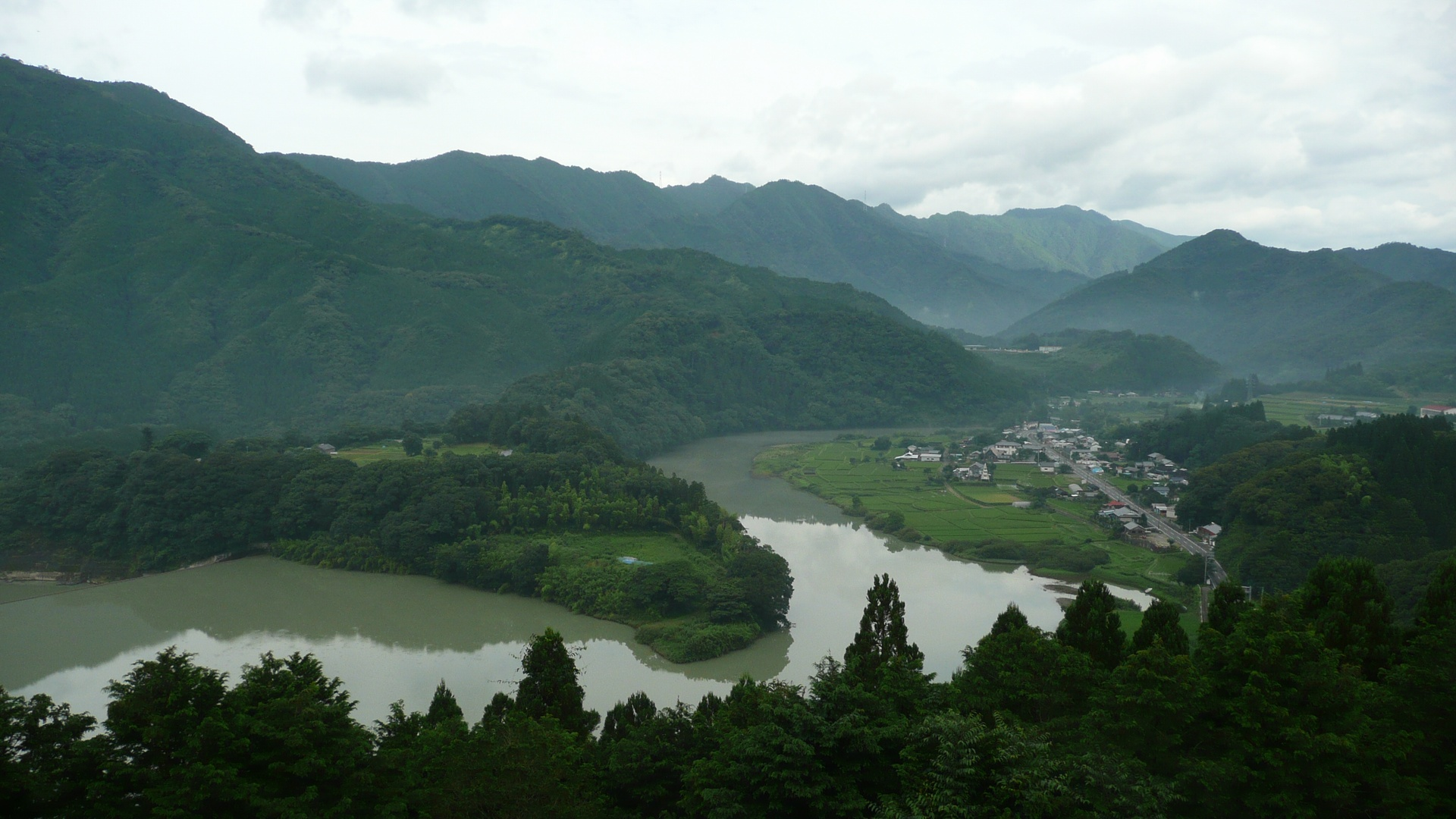
宮崎県児湯郡木城町。小丸川のダム湖（川原ダム）に突き出した半島状の場所が「日向新しき村」。

武者小路実篤とその同志により、理想郷を目指して1918年（大正7年）、宮崎県（旧日向国）児湯郡木城町に開村された。なお村の立地は小丸川の蛇行部分に突出した丘陵上で、戦国時代の新納石城の城跡でもある。
1938年（昭和13年）にダムの建設により農地が水没することになったため、1939年（昭和14年）に一部が埼玉県入間郡毛呂山町葛貫の地（東の村）に移転し、残りは日向新しき村（ひゅうがあたらしきむら）として存続した。
第二次世界大戦終了時には1世帯のみとなっていたが、入村者が増え、1948年（昭和23年）に埼玉県庁から財団法人の認可を受けた。戦後始めた養鶏が成功し、1958年（昭和33年）には村外からの支援なしで自活できるようになった。1960 - 1970年代には若者の移住が相次いで幼稚園もでき、村民は最多時で60人を超えた。

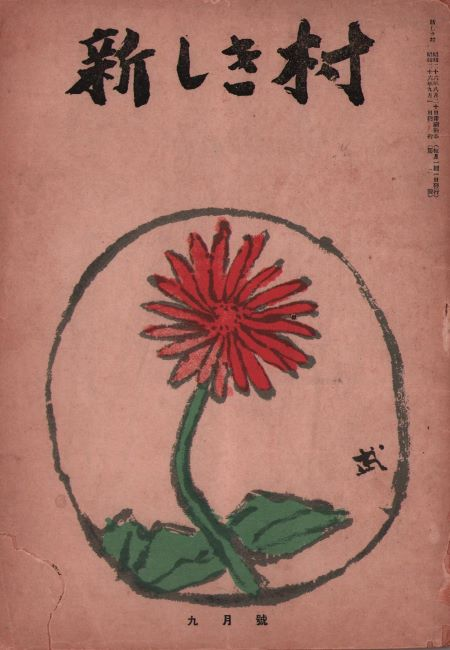
会報『新しき村』昭和26年（1951年）9月号。武者小路が巻頭などに寄稿している。

この村はただ生活するためのものではなく、精神に基いた世界を築く目的で開村されている。社会階級や貧富の格差や過重労働を排し、農業（養鶏のほか稲作や椎茸栽培など）を主とした自給自足に近い暮らしを行う。労働は「1日6時間、週休1日」を目安とし、余暇は「自己を生かす」活動が奨励される。三食と住居は無料だが、私有財産を全否定しているわけではなく、毎月3万5000円の個人費が支給される。
近年、村内の高齢化が進み、鶏卵の値下がりや人手不足で養鶏を止めるなど農業収入の低迷もあり、村の運営が困難になってきている。過去の積立金を取り崩して赤字を補填している。2010年に太陽光発電を始めたが、固定価格買い取り制度終了で売電価格が下がったことも財政難の一因になった。2013年時点の村内生活者数は13人。村外会員は約160人ほど。2018年時点では宮崎で3人、埼玉で8人が暮らしていたが、2021年春に70 - 80代の5人が離村し、2023年2月時点では3人へと減った。
村の存続を願う村外会員らが「日々新しき村の会」を2018年8月発足させた。
2022年（令和4年）5月、公益法人化を目指し、認定のための申請を行った。また8月にホームページを全面リニューアルした。クラウドファンディングも検討しており、既に取り壊した牛舎に続いて鶏舎や空き家の解体、トイレ改修を進めて景観を整え、新たな入村者や来訪者の確保につなげたいとしている。

## 精神
一、全世界の人間が天命を全うし各個人の内にすむ自我を完全に成長させることを理想とする。
一、その為に、自己を生かす為に他人の自我を害してはいけない。
一、その為に自己を正しく生かすようにする。自分の快楽、幸福、自由の為に他人の天命と正しき要求を害してはいけない。
一、全世界の人間が我等と同一の精神をもち、同一の生活方法をとる事で全世界の人間が同じく義務を果たせ、自由を楽しみ正しく生きられ、天命（個性もふくむ）を全うする道を歩くように心がける。
一、かくの如き生活をしようとするもの、かくの如き生活の可能を信じ全世界の人が實行する事を祈るもの、又は切に望むもの、それは新しき村の会員である、我等の兄弟姉妹である。
一、されば我等は国と国との争い、階級と階級との争いをせずに、正しき生活にすべての人が入る事で、入ろうとすることで、それ等の人が本当に協力する事で、我等の欲する世界が来ることを信じ、又その為に骨折るものである。

## 毛沢東への影響
武者小路の「新しき村」の構想は中国共産党主席毛沢東に影響を与えたことで知られる。周作人は『新青年』に「日本的新村」という論文を載せ、毛沢東は「新村」に傾倒した。
東京大学教授の平野聡は、『SAPIO』2015年6月号で「白樺派の作家・武者小路実篤は、社会問題を解決して博愛の心を育むため、個人が財産を放棄して共有財産とし、集団生活で平等な共同体を実現する「新しき村」の理想を説いた。中国共産党の主席・毛沢東は武者小路の考えに激しく共鳴して、格差が蔓延する中国において、武者小路が実践した平等・博愛精神あふれる「新しき村」を作ろうとして、やがてマルクス・レーニン主義に傾倒した」としている。

## 施設（毛呂山村）
- 公会堂兼食堂（580 m2）
- 新しき村美術館（250 m2）
- 生活文化館（200 m2）
- 小集会場、アトリエ、茶室、住宅、作業場、畜舎等88棟。

生活文化館は年中無休で無料公開している。

## 画像

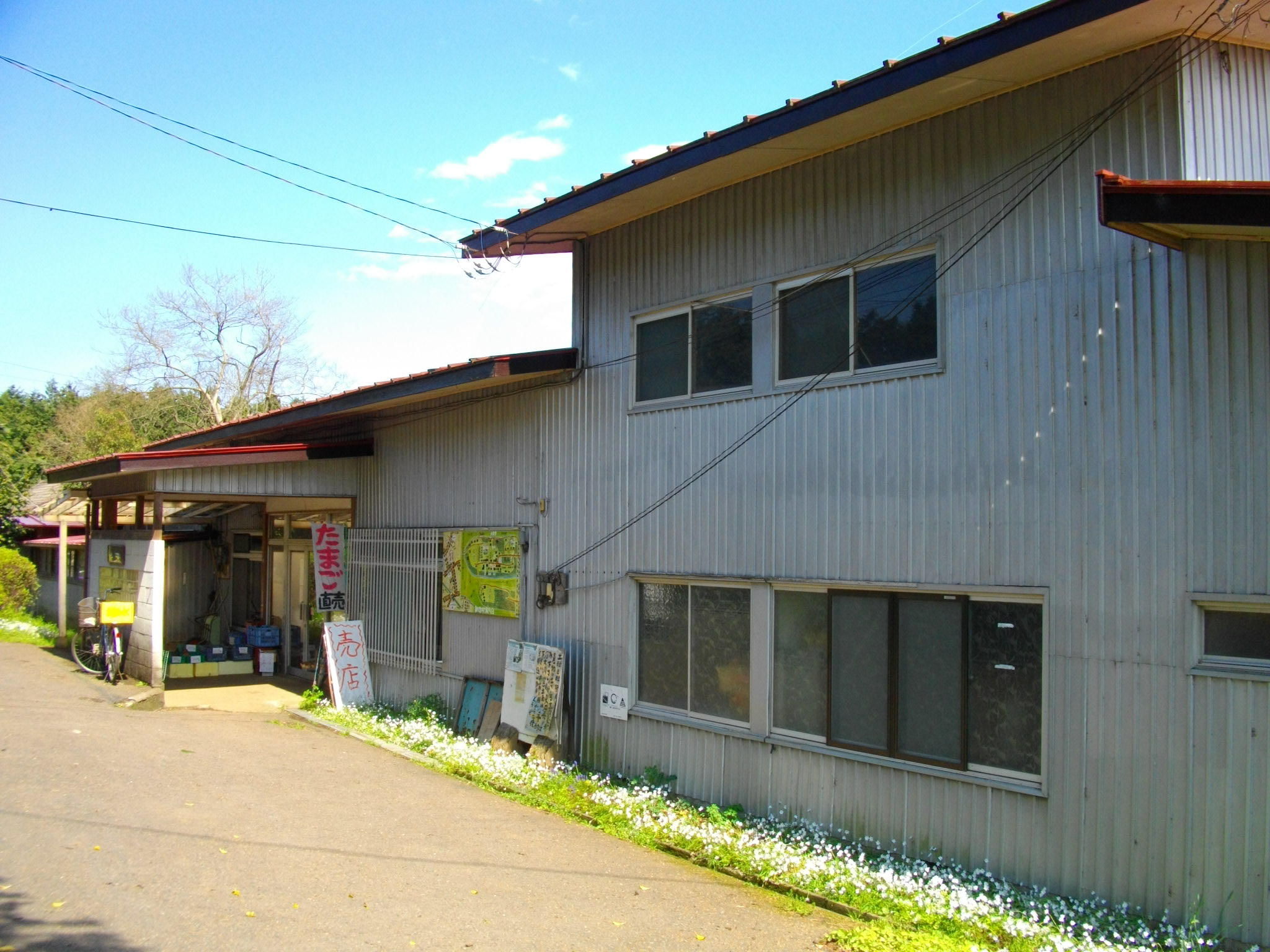
公会堂兼食堂
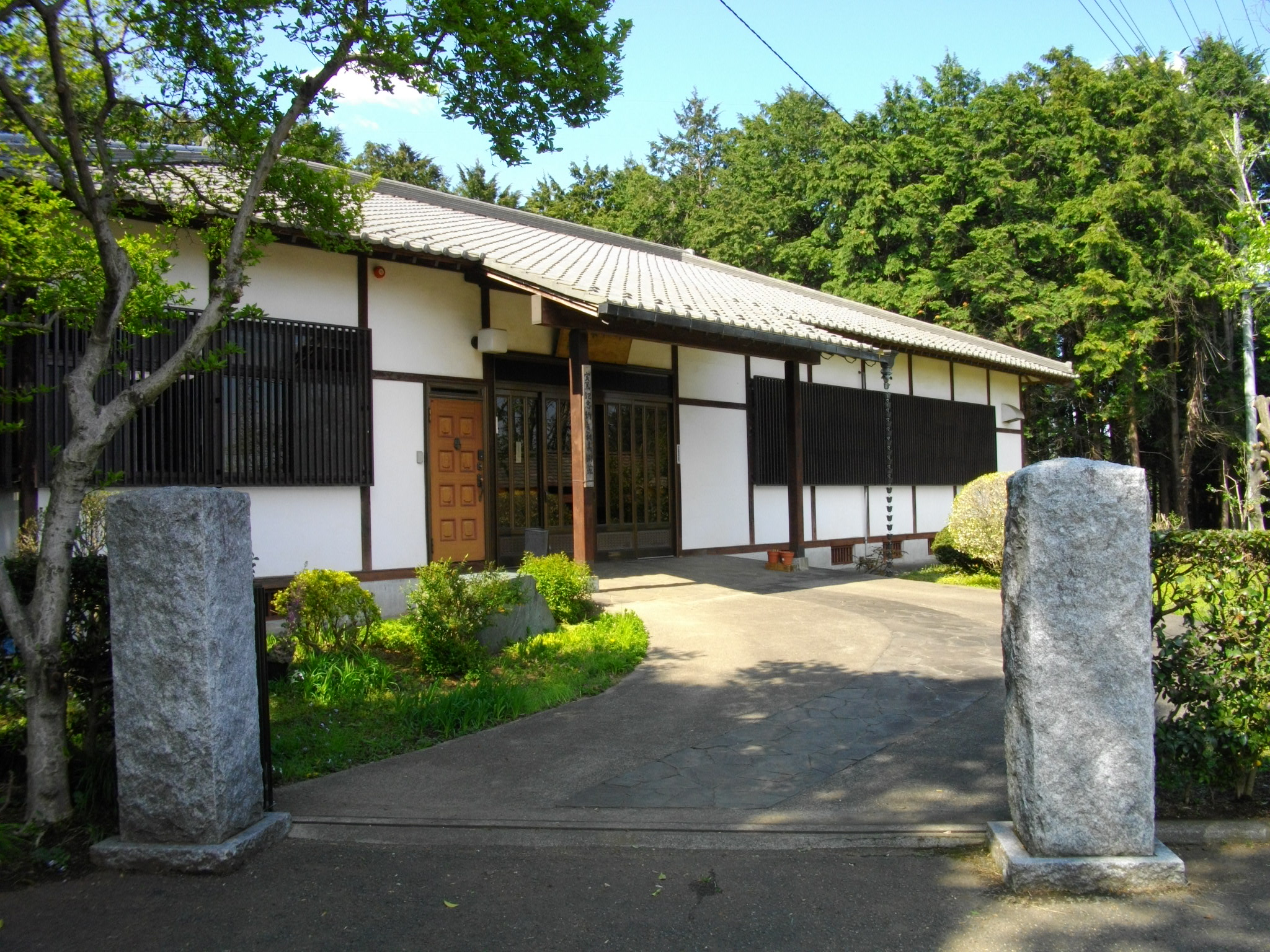
新しき村美術館
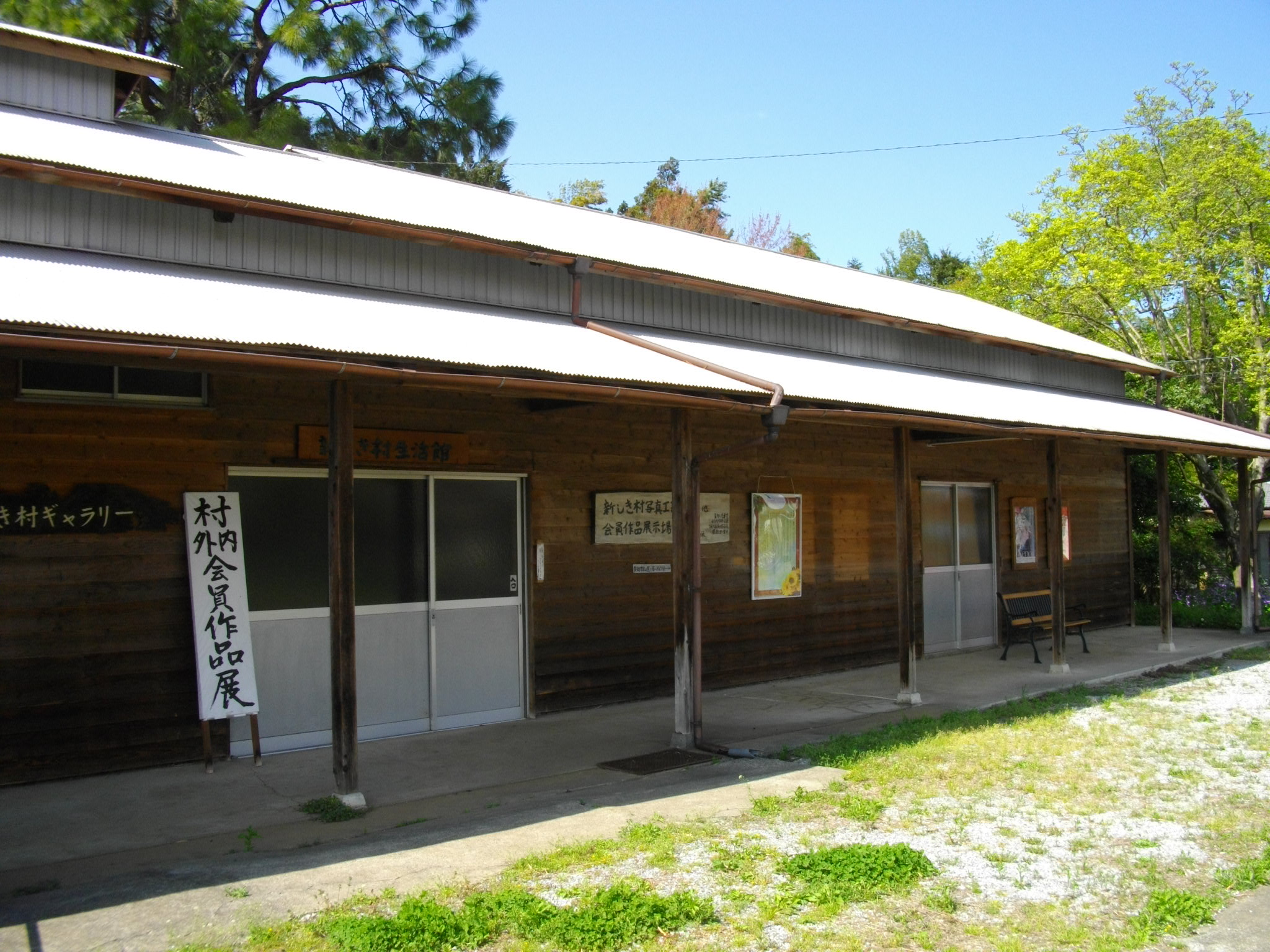
生活文化館
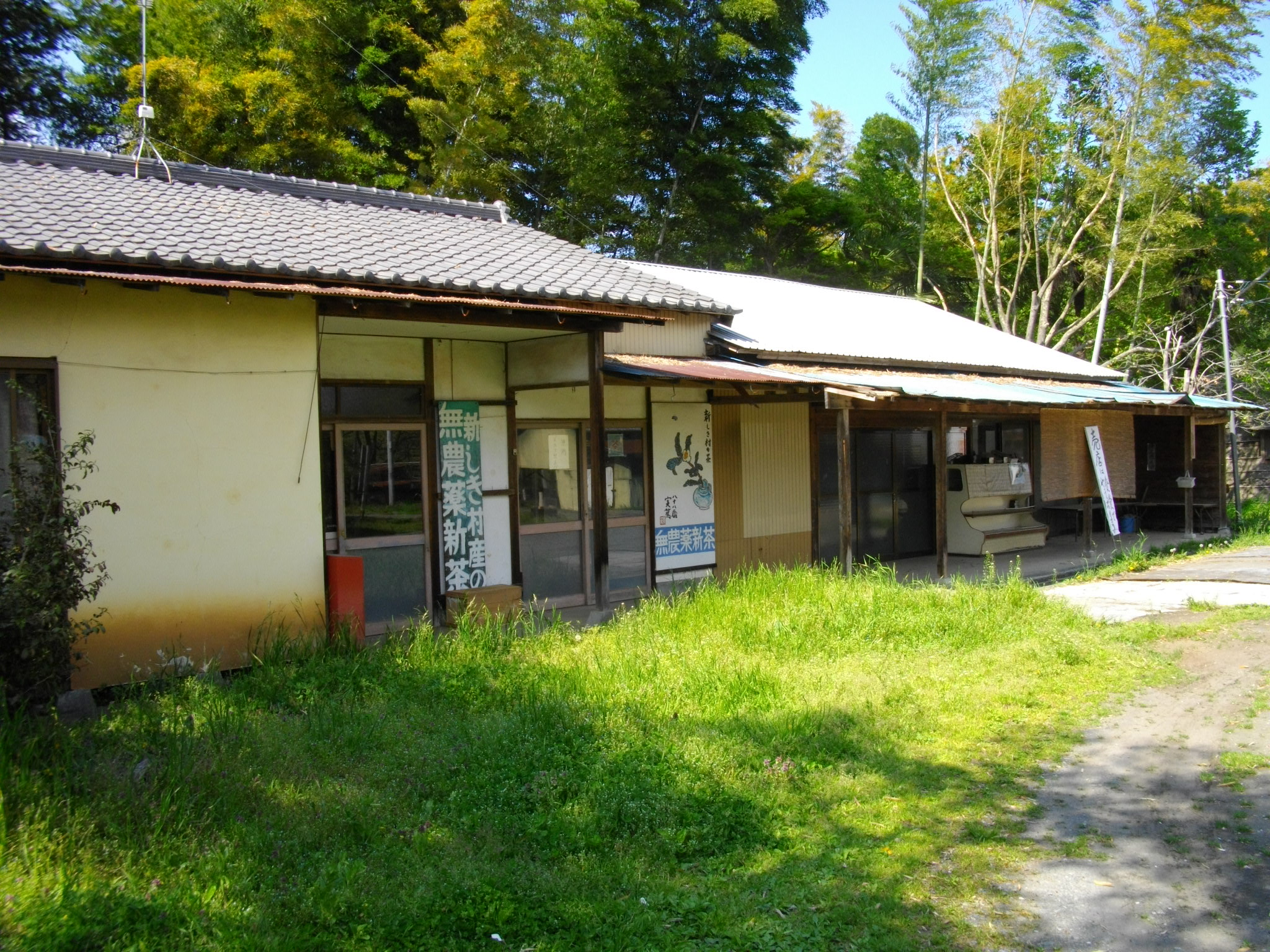
売店
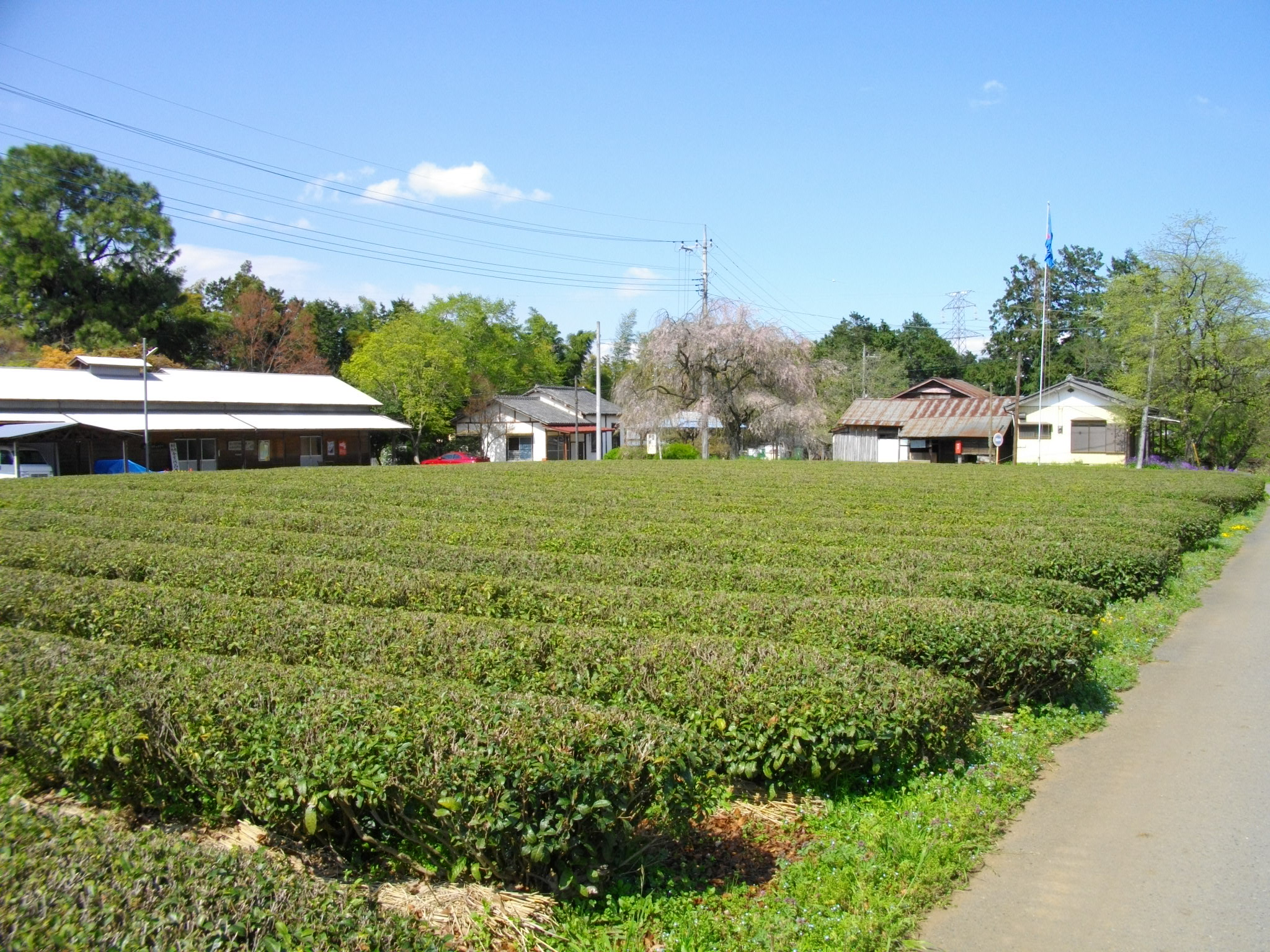
茶畑